# МХП-Арена
«МХП-Арена» (нім. MHPArena) — стадіон у місті Штутгарті, Німеччина. Стадіон є домашньою ареною футбольного клубу «Штутгарт».
До 1993 року стадіон називався «Неккарштадіон», після чого був перейменований у «Стадіон імені Готтліба Даймлера»; а з 30 липня 2008 року, відповідно до спонсорського контракту, стадіон називався «Мерседес-Бенц Арена». Також на стадіоні проводилася реконструкція за рахунок концерну, спрямована на перебудову стадіону на виключно футбольний і збільшення кількості глядацьких місць до 60 000. З 1 липня 2023 року стадіон перейменовано на «MHPArena» за новим спонсорським контрактом.

## Історія
Стадіон був збудований у 1933 по проекту архітектора Пауля Бонатца і отримав назву Адольф Гітлер Кампфбан. З 1945 до 1949 стадіон називався Центральний, а з 1949 року – Неккарштадіон.

## Події на стадіоні

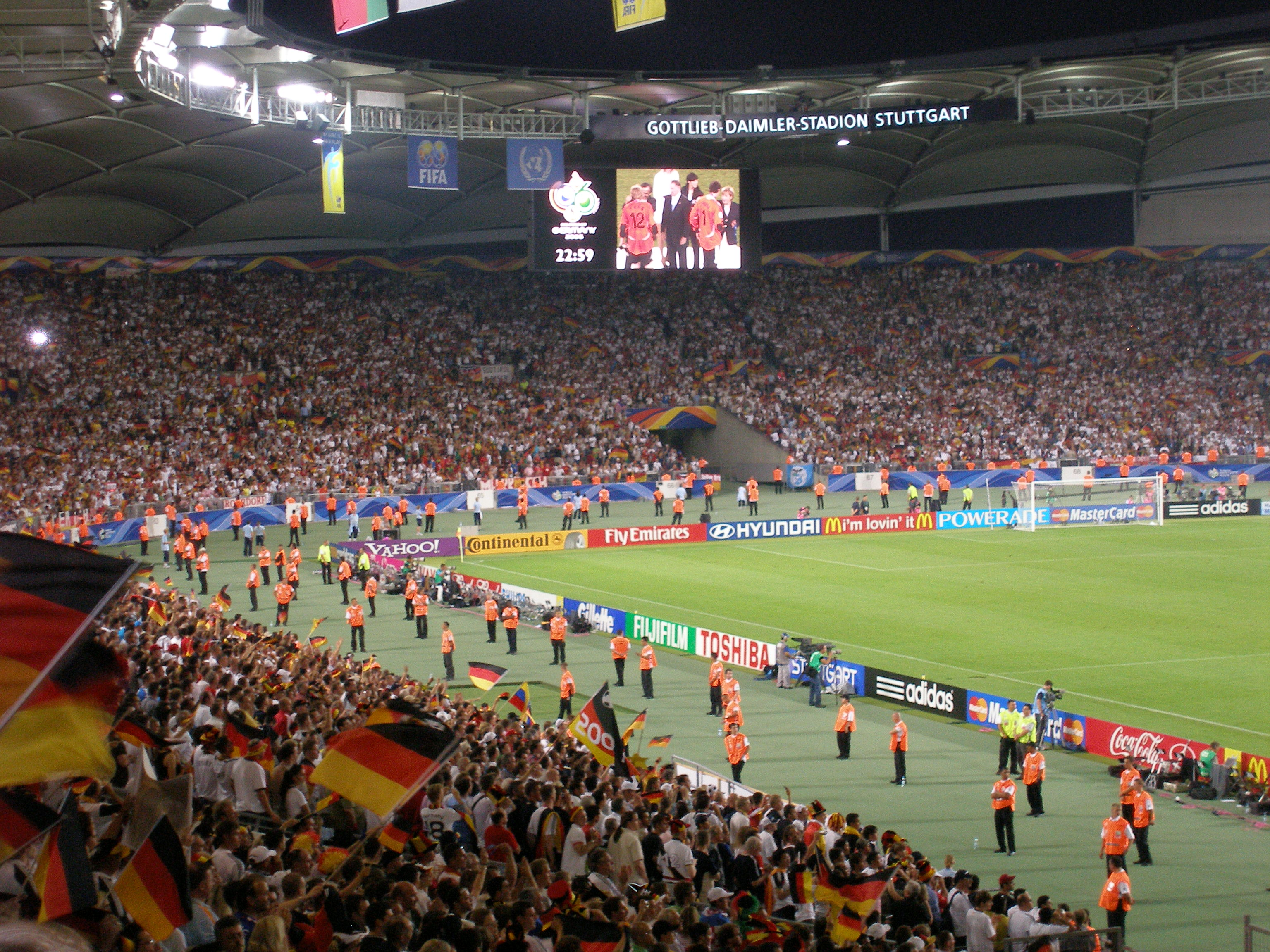
«Готтліб-Даймлер-штадіон» під час матчу за третє місце на чемпіонаті світу з футболу 2006

Стадіон приймав матчі двох чемпіонатів світу 1974 і 2006 (включно з матчем за третє місце), чемпіонату Європи з футболу 1988 та прийматиме матчі чемпіонату 2024. Серед клубних змагань, стадіон приймав 2 фінали Ліги чемпіонів УЄФА (1959 та 1988) та фінал Кубка володарів кубків 1962. Також на стадіоні проводили чемпіонат Європи та світу з легкої атлетики.

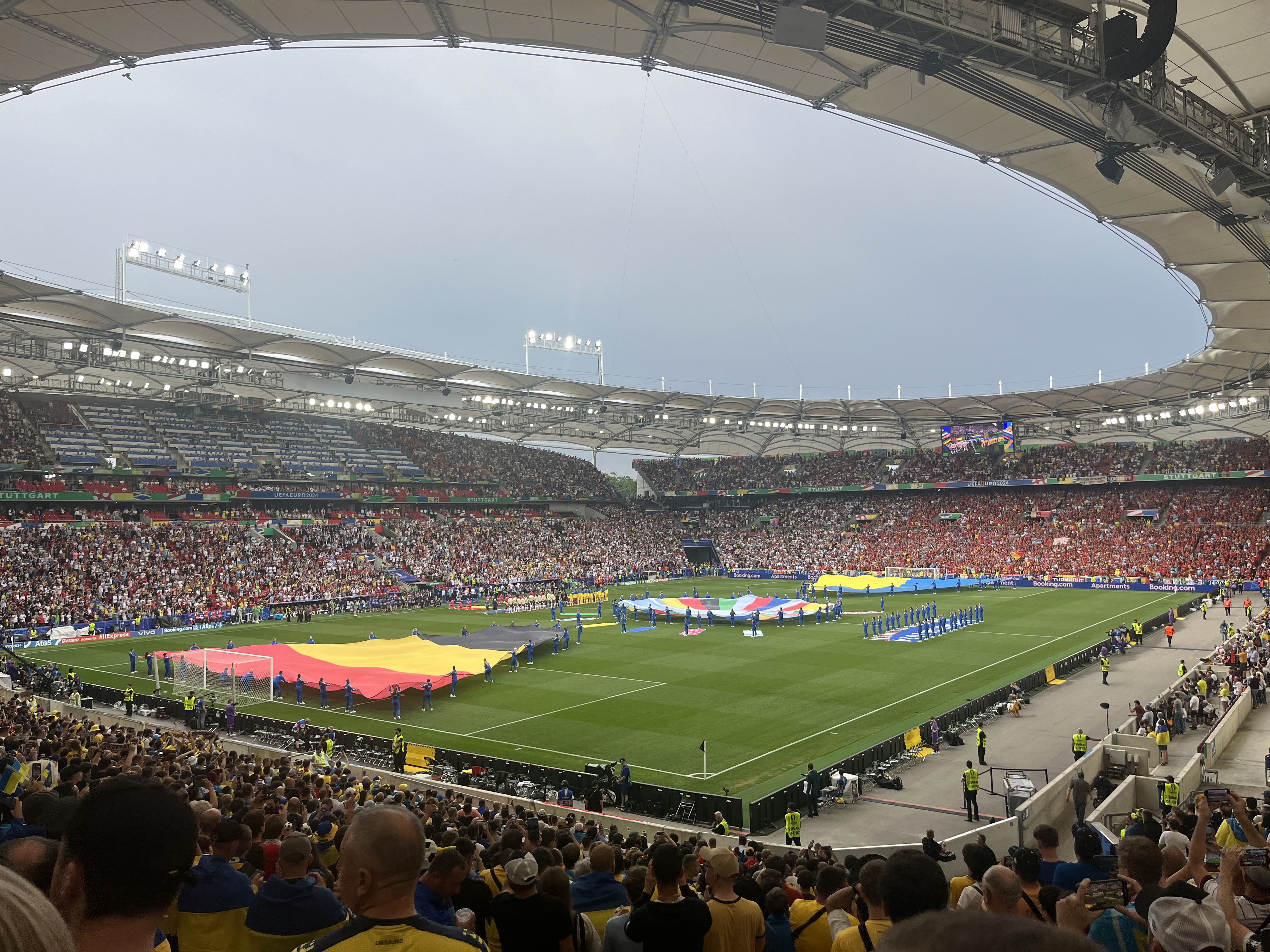
Матч Україна-Бельгія Євро 2024.